# 瓦森峰

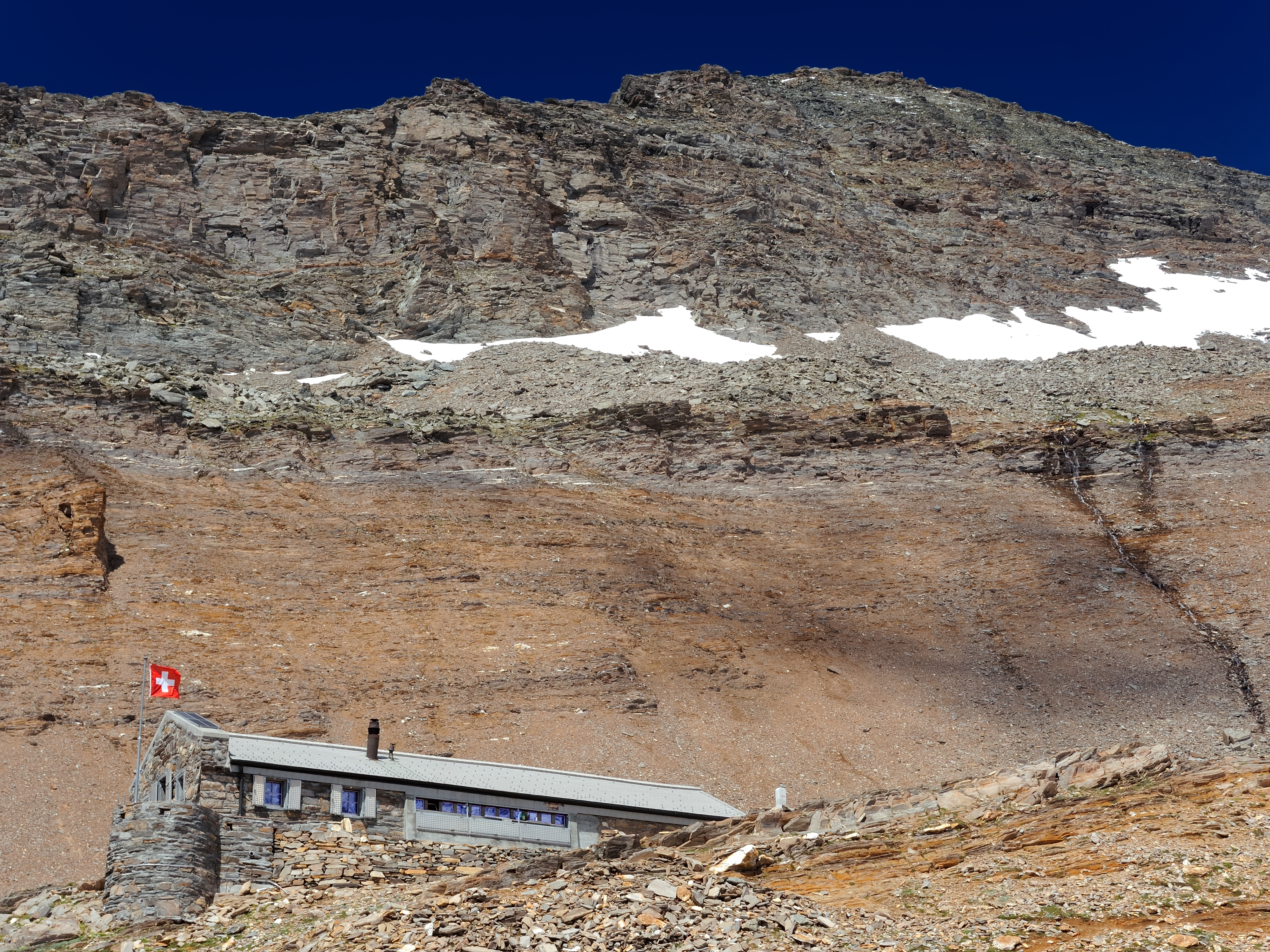

46°16′00″N 8°05′09″E / 46.26667°N 8.08583°E
瓦森峰（義大利語：Punta di Terrarossa），是歐洲的山峰，位於瑞士和意大利接壤的邊境，屬於勒蓬廷阿爾卑斯山脈的一部分，處於萊昂內山以北，海拔高度3,246米。

## 外部連結
- Wasenhorn on Hikr （页面存档备份，存于）
- Wasenhorn - Punta Terrarosa: route description （页面存档备份，存于） on Mountains for Everybody